# Henryk Gasiul
Henryk Gasiul (ur. 1950) – polski psycholog, dr hab. nauk humanistycznych, profesor nadzwyczajny Instytutu Psychologii Wydziału Filozofii Chrześcijańskiej Uniwersytetu Kardynała Stefana Wyszyńskiego i Wyższej Szkoły Finansów i Zarządzania w Warszawie Wydziału Psychologii.

## Życiorys
W 1973 ukończył studia filozoficzne w Katolickim Uniwersytecie Lubelskim. Obronił pracę doktorską, w 1990 habilitował się na podstawie pracy zatytułowanej Formalne cechy systemu wartości jako wskaźniki rozwoju osobowości. Został zatrudniony na stanowisku profesora w Instytucie Psychologii na Wydziale Pedagogiki i Psychologii Uniwersytetu Kazimierza Wielkiego, Wyższej Szkole Pedagogicznej Związku Nauczycielstwa Polskiego w Warszawie oraz w Katedrze Psychologii Osobowości na Wydziale Filozofii Chrześcijańskiej Uniwersytetu Kardynała Stefana Wyszyńskiego.
Objął funkcję profesora nadzwyczajnego Instytutu Psychologii Wydziału Filozofii Chrześcijańskiej Uniwersytetu Kardynała Stefana Wyszyńskiego i Wyższej Szkoły Finansów i Zarządzania w Warszawie Wydziału Psychologii.
Był kierownikiem w Katedrze Psychologii Osobowości i dyrektorem w Instytucie Psychologii na Wydziale Filozofii Chrześcijańskiej Uniwersytetu Kardynała Stefana Wyszyńskiego.